# اقتران جواب الشرط بالفاء
في الجمل الشرطية المجزومة بإحدى أدوات الشرط الجازمة ثمة مواضع يجب اقتران الفاء بجواب الشرط.

## القاعدة
إذا لمْ يَجُز جزم جواب الشرط وجب اقتران الجواب بالفاء.

## يقترن جواب الشرط بالفاء إذا كان
1. جملة اسمية: ﴿وَإِنْ يَمْسَسْكَ اللَّهُ بِضُرٍّ فَلَا كَاشِفَ لَهُ إِلَّا هُوَ وَإِنْ يَمْسَسْكَ بِخَيْرٍ فَهُوَ عَلَى كُلِّ شَيْءٍ قَدِيرٌ ۝١٧﴾، سورة الأنعام، الآية 17.
2. جملة طلبية: ﴿قُلْ إِنْ كُنْتُمْ تُحِبُّونَ اللَّهَ فَاتَّبِعُونِي يُحْبِبْكُمُ اللَّهُ وَيَغْفِرْ لَكُمْ ذُنُوبَكُمْ وَاللَّهُ غَفُورٌ رَحِيمٌ ۝٣١﴾، سورة آل عمران، الآية 31.
3. فعلًا جامدًا:﴿إِنْ تُبْدُوا الصَّدَقَاتِ فَنِعِمَّا هِيَ وَإِنْ تُخْفُوهَا وَتُؤْتُوهَا الْفُقَرَاءَ فَهُوَ خَيْرٌ لَكُمْ وَيُكَفِّرُ عَنْكُمْ مِنْ سَيِّئَاتِكُمْ وَاللَّهُ بِمَا تَعْمَلُونَ خَبِيرٌ ۝٢٧١﴾، سورة البقرة، الآية 271.
4. فعلًا منفيًّا بـ(ما): ﴿فَإِنْ تَوَلَّيْتُمْ فَمَا سَأَلْتُكُمْ مِنْ أَجْرٍ إِنْ أَجْرِيَ إِلَّا عَلَى اللَّهِ وَأُمِرْتُ أَنْ أَكُونَ مِنَ الْمُسْلِمِينَ ۝٧٢﴾، سورة يونس، الآية 72.
5. فعلًا منفيًّا بـ(لن): ﴿وَمَنْ يَبْتَغِ غَيْرَ الْإِسْلَامِ دِينًا فَلَنْ يُقْبَلَ مِنْهُ وَهُوَ فِي الْآخِرَةِ مِنَ الْخَاسِرِينَ ۝٨٥﴾، سورة آل عمران، الآية 85.
6. فعلًا مقرونًا بـ(قد): ﴿قَالُوا إِنْ يَسْرِقْ فَقَدْ سَرَقَ أَخٌ لَهُ مِنْ قَبْلُ فَأَسَرَّهَا يُوسُفُ فِي نَفْسِهِ وَلَمْ يُبْدِهَا لَهُمْ قَالَ أَنْتُمْ شَرٌّ مَكَانًا وَاللَّهُ أَعْلَمُ بِمَا تَصِفُونَ ۝٧٧﴾، سورة يوسف، الآية 77.
7. فعلًا مضارعًا مقترنًا بـ(سوف أو السين)(التنفيس أو التسويف): ﴿وَمَنْ يَفْعَلْ ذَلِكَ عُدْوَانًا وَظُلْمًا فَسَوْفَ نُصْلِيهِ نَارًا وَكَانَ ذَلِكَ عَلَى اللَّهِ يَسِيرًا ۝٣٠﴾، سورة النساء، الآية 30.

وقد جُمِعَت في بيت من شعر:
أو بصيغة أخرى: